# Мазрае-є Аджак
Мазрае-є Аджак (перс. مزرعه اجاق) — село в Ірані, у дегестані Таразнагід, у Центральному бахші, шагрестані Саве остану Марказі. За даними перепису 2006 року, його населення становило 0 осіб.